# Юрі Гякяміес
Юрі Гякяміес (фін. Jyri Jukka Häkämies; нар. 30 серпня 1961, Каргула, Фінляндія) — фінський політик, член Парламенту Фінляндії від партії Національна коаліція.
З 22 червня 2011 по 16 листопада 2012 роки — міністр економіки Фінляндії в уряді Юркі Катайнена.
З 19 листопада 2012 року — виконавчий директор Центрального союзу ділового життя Фінляндії.

## Життєпис
Міністр оборони Фінляндії, міністр економіки Фінляндії, депутат Парламенту Фінляндії.
Народився 30 серпня 1961 року в Каргулі (Фінляндія).
Член партії Національна коаліція.
З 19 квітня 2007 по 22 червня 2010 року обіймав посаду міністра оборони Фінляндії в другому уряді Матті Ванганена і з 22 червня 2010 по 22 червня 2011 продовжив виконання тих самих обов'язків в кабінеті Марі Ківініємі.
22 червня 2011 року призначений міністром економіки Фінляндії в уряді Юркі Катайнена, займав цю посаду до 16 листопада 2012 року.
9 листопада 2012 призначений (з 19 листопада) виконавчим директором Центрального союзу ділового життя Фінляндії.

## Родина
- Батько — Ерккі Гякямієс (1928—1993)
- Мати — Піркко Гякямієс (до шлюбу — Кайрава)
- Дружина — Туйя Архосола-Гякямієс (фін. Tuija Arhosola-Häkämies Tuija Arhosola-Häkämies). У шлюбі з 1988 року.
- Син — Йоел (Joel) нар. 1989
- Син — Ерік (Eerik) нар. 1993